# Zülfü Livaneli

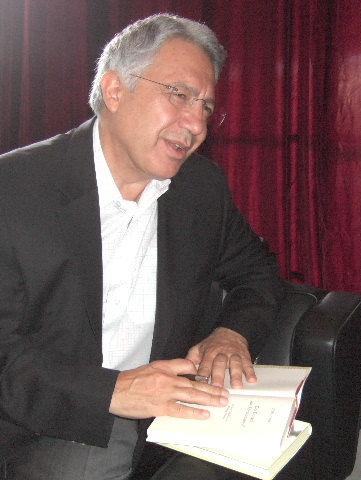
Zülfü Livaneli.

Ömer Zülfü Livaneli (Ilgın, Turquía, 1946) es un cantante y compositor turco de música folk, además de político, editor, escritor de novelas y director de cine. Este intelectual de izquierdas fue parlamentario en una legislatura (2002-2007) bajo los colores del Partido Republicano del Pueblo (CHP), partido que abandonaría en 2005 por lo que a su juicio fue un cambio antidemocrático y chovinista de su partido. En 2007 no se volvió a presentar para revalidar su cargo.

## Discografía (selección)
- Cantos revolucionarios turcos - 1973
- Eşkıya Dünyaya Hükümdar Olmaz - 1975
- Merhaba - 1977
- Nazım Türküsü - 1978
- The Bus (banda sonora) - 1978
- Alamanya Beyleri - 1979
- Atlının Türküsü - 1979
- Günlerimiz – 1980
- İnce Memet Türküsü – 1980
- Maria Farandouri Livaneli Söylüyor – 1982
- Yol (banda sonora) – 1983
- Eine Auswahl – 1983
- Ada – 1983
- İstanbul Konseri (concierto) – 1984
- Güneş Topla Benim İçin – 1985
- Livaneli / 10 Yılın Ezgisi – 1986
- Zor Yıllar – 1986
- Hoşgeldin Bebek – 1986
- Gökyüzü Herkesindir – 1987
- Soundtracks – 1988
- Crossroads (New Age) – 1990
- Saat 4 Yoksun – 1993
- Neylersin – 1995
- Yangın Yeri – 1996
- Janus (poemas sinfónicos) – 1996
- Livaneli & Theodorakis : Together – 1997
- Efsane Konserler – 1997
- Nefesim Nefesine – 1998
- New Age Rhapsody , London Symphony Orchestra Plays Livaneli - 1999
- Unutulmayanlar – 1999
- İlk Türküler – 2001
- Hayata Dair - 2005
- Veda Film Müzikleri – 2010
- Gökkuşağı Gönder Bana – 2013
- Livaneli 50. Yıl "Bir Kuşaktan Bir Kuşağa" – 2016